# 西部警察 PART-I・II・III サウンド・トラック盤 西部警察ハイライト編
『西部警察 PART-I・II・III サウンド・トラック盤 西部警察ハイライト編』（せいぶけいさつ パートワン・ツー・スリー サウンド・トラックばん せいぶけいさつハイライトへん）は、テレビドラマ『西部警察』のサウンドトラックアルバム。1983年11月21日発売。

## 概要
PART-I・PART-II・PART-IIIのサウンドトラックから選曲されたベスト・アルバム。特典として「西部警察名場面写真集」が封入されていた。

## 収録曲
1. 西部警察メインテーマ・TVサイズ ※
2. 追跡のテーマ ※
3. 出動のテーマII ※
4. マシンXのテーマ
5. ダイナミック・シチュエイション ※
6. コンクリート・ラプソディーII
7. RUNNING FIGHTERS I（追撃者たち） ※
8. サスペンス
9. 西部警察 PART-II・IIIテーマ・TVサイズ ワンダフル・ガイズ ※
10. デンジャラス・チェイス ※
11. ジャングル・ヒーロー
12. パトカー・コンボイ ※
13. スーパー・チェイサー
14. 哀愁のエアポート
15. スカイライン・フォーメーション ※
16. トワイライト・ストリート ※

- ※=効果音付き

- #1,2,5 作曲・編曲：宇都宮安重
- #3,4,6-8 作曲・編曲：石田勝範
- #9-16 作曲・編曲：羽田健太郎
- 演奏：ホーネッツ(#1-8)、高橋達也&東京ユニオン(#9-16)

## 資料
- 西部警察 誕生30周年 サウンド・トラック・アルバム大全集（2009年、テイチクエンタテインメント）